# Henry de Puyjalon
Henry de Puyjalon est un naturaliste français, né le 15 mars 1841 à Martel (Lot) et mort le 18 août 1905 à Sept-Îles (Canada).

## Biographie
Henry de Puyjalon est né le 15 mars 1841 au château de Gluges, à quelques kilomètres de Martel, dans le Lot (France), de Louis de Puyjalon et de Marie-Amélie Maignen de Nanteuil.
Henry de Puyjalon obtient un diplôme ès sciences de l'université de Toulouse et vit un temps à Paris.
Il s'installe de manière permanente au Canada en 1874. Il est fonctionnaire, chasseur, trappeur, ornithologue, géologue et naturaliste. Il entretient une vive passion pour la chasse et pour la nature, ce qui le pousse à effectuer des expéditions sur la Côte-Nord, autrefois appelée Labrador canadien. Engagé en 1880 par le gouvernement du Québec afin d'explorer les richesses minéralogiques de cette vaste région, il acquiert rapidement une solide réputation d'excellent naturaliste et devint un des premiers écologistes de son pays d'adoption.
Après avoir tenté d'exploiter, entre 1879 et 1882, une carrière de pierres lithographiques à Château-Richer, près de Québec, en association avec son cousin Pierre-Joseph Lajard, il obtient un premier contrat d'exploration du gouvernement du Québec pour le Labrador, en 1881 et 1882.
Il épouse à Québec, en 1882, dans la cathédrale Notre-Dame, Angélina Ouimet, fille de l'ancien Premier ministre conservateur Gédéon Ouimet.

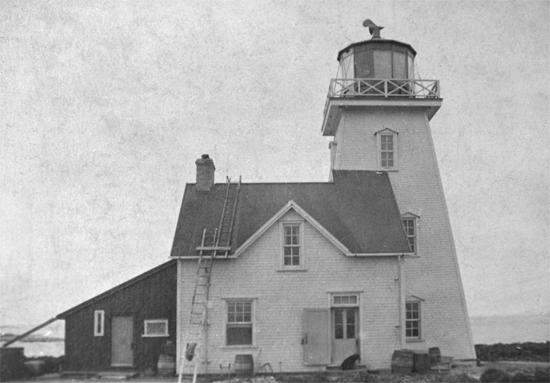
Phare de l'île aux Perroquets, 1890

Entre 1888, année où il devint citoyen canadien, et 1891, il est le premier gardien du phare de l'île aux Perroquets, de l'archipel de Mingan. Il a un premier fils, Raymond-Roger, en 1891. Son épouse, de santé fragile, quitte la région peu après l'accouchement ; elle n'y revient apparemment plus. Un second fils, Louis-Henry, naît à Québec en 1894. Angélina meurt en 1900.
Demeurant en Côte-Nord pour les besoins de son travail, Henry de Puyjalon rédige dans ses moments libres, puis publie, de nombreux ouvrages techniques et littéraires, comme le Petit guide du chercheur de minéraux (1892), le Guide du chasseur de pelleterie (1893), Labrador et Géographie (1893) et le populaire Récits du Labrador (1894).
Nommé inspecteur général des pêcheries et de la chasse de la Province de Québec en 1897, il fait tout ce qu'il peut pour sensibiliser gouvernements et population aux dangers de surexploitation des ressources naturelles. Cette année-là, il fait la connaissance du naturaliste belge Johan Beetz, un autre Européen établit en Côte-Nord et qui laisse également sa marque dans l'histoire régionale. Puyjalon publie en 1900 son dernier livre, l’Histoire naturelle [...], un ouvrage qu'il destine aux chasseurs et aux éleveurs d'animaux à fourrure.
Henry de Puyjalon meurt le 18 août 1905 en son camp de l'île à la Chasse, laissant deux fils, Raymond-Roger et Louis-Henry. Le premier, marié à Yvonne Marchand, a eu trois enfants dont l'aîné, Roger, est décédé à l'âge de onze ans à Ottawa. Les deux autres, Guy et Henry, poursuivent leur vie à Ottawa et à Montréal ; leurs enfants et petits-enfants demeurent en divers endroits en Ontario et au Québec.
Personnalité originale et peu commune, Henry de Puyjalon laisse un souvenir indélébile en Côte-Nord. Aujourd'hui, son nom est indissociable de celui du parc national de l'archipel de Mingan. Il a vécu plusieurs années sur une île de ce lieu et y fut inhumé selon sa volonté. En effet, "l'homme du Labrador" repose en paix sur l'île à la Chasse, une des îles de l’archipel de Mingan. Son modeste lieu de sépulture est entretenu par Parcs Canada à titre de site historique.